# Comuna Remetea, Harghita
Remetea (în maghiară: Gyergyóremete) este o comună în județul Harghita, Transilvania, România, formată din satele Făgețel, Martonca, Remetea (reședința) și Sineu.

## Demografie
Componența etnică a comunei Remetea
     Maghiari (96,44%)
     Alte etnii (0,76%)
     Necunoscută (2,81%)
Componența confesională a comunei Remetea
     Romano-catolici (93,62%)
     Reformați (1,53%)
     Alte religii (1,86%)
     Necunoscută (2,99%)
Conform recensământului efectuat în 2021, populația comunei Remetea se ridică la 5.953 de locuitori, în scădere față de recensământul anterior din 2011, când fuseseră înregistrați 6.165 de locuitori. Majoritatea locuitorilor sunt maghiari (96,44%), iar pentru 2,81% nu se cunoaște apartenența etnică. Din punct de vedere confesional, majoritatea locuitorilor sunt romano-catolici (93,62%), cu o minoritate de reformați (1,53%), iar pentru 2,99% nu se cunoaște apartenența confesională.

## Politică și administrație
Comuna Remetea este administrată de un primar și un consiliu local compus din 15 consilieri. Primarul, Elemér Laczkó-Albert[*], de la Uniunea Democrată Maghiară din România, este în funcție din 2000. Începând cu alegerile locale din 2024, consiliul local are următoarea componență pe partide politice:
|  | Partid                                 | Consilieri | Componența Consiliului | Componența Consiliului | Componența Consiliului | Componența Consiliului | Componența Consiliului | Componența Consiliului | Componența Consiliului | Componența Consiliului | Componența Consiliului | Componența Consiliului | Componența Consiliului | Componența Consiliului | Componența Consiliului | Componența Consiliului | Componența Consiliului |
|  | -------------------------------------- | ---------- | ---------------------- | ---------------------- | ---------------------- | ---------------------- | ---------------------- | ---------------------- | ---------------------- | ---------------------- | ---------------------- | ---------------------- | ---------------------- | ---------------------- | ---------------------- | ---------------------- | ---------------------- |
|  | Uniunea Democrată Maghiară din România | 15         |                        |                        |                        |                        |                        |                        |                        |                        |                        |                        |                        |                        |                        |                        |                        |

## Personalități născute aici
- Jenő Balás (1882 - 1938), inginer, cercetător, fondator al mineritului de bauxită din Ungaria.
- Maria Nagy (1957), cântâreațâ muzicâ rock, pop, folk.